# فضل‌آباد (درگز)
فضل آباد روستایی در دهستان شهرستانه بخش نوخندان شهرستان درگز استان خراسان رضوی ایران است. بر پایه سرشماری عمومی نفوس و مسکن در سال ۱۳۹۰ جمعیت این روستا ۹۶ نفر (در ۲۹ خانوار) بوده است.